# Bertiera borbonica
Bertiera borbonica är en måreväxtart som beskrevs av Achille Richard och Dc.. Bertiera borbonica ingår i släktet Bertiera och familjen måreväxter.
Artens utbredningsområde är Réunion.

## Underarter
Arten delas in i följande underarter:
- B. b. borbonica
- B. b. stipulata